# Acionista
Acionista (AO 1945: accionista) é a pessoa natural ou jurídica, proprietária de ações de um (ou mais) dos tipos de Sociedades Anônimas ou Sociedade em comandita por ações.

## Definição

### Linhas gerais
O acionista ou quotista é um sócio capitalista que participa na gestão da sociedade na mesma medida em que detém capital da mesma, tendo por isso, direitos de voto proporcionais à quantidade de ações que possui. Dentro da sociedade, quem detém mais ações, tem direito a maior quantidade de votos.
No caso da sociedade anônima, existe geralmente, um grande número de acionistas que não participam necessariamente na gestão da empresa, cujo único interesse é unicamente o de receber uma retribuição em forma de dividendo em troca do seu investimento, tendo no entanto, um interesse direto no conhecimento do desenvolvimento da sociedade. A informação em tempo útil é considerada a ferramenta preponderante para permitir a tomada de decisão e o seguimento do decurso da gestão da sociedade.

### Definição precisa
Numa corporação, cotistas são acionistas mas acionistas nem sempre são cotistas. Um cotista possui parte de uma empresa através da detenção de ações (cotas), enquanto um acionista está interessado no desempenho de uma empresa por outros motivos para além apenas da apreciação das ações.
Sendo assim, acionistas podem ser:
- funcionários que, sem a companhia, não teriam empregos;
- detentores de bônus que gostariam de um sólido desempenho da empresa e, portanto, uma redução do risco de perda;
- clientes em geral que confiam na empresa para fornecer um bem ou serviço específico;
- fornecedores que confiam na empresa para fornecer um fluxo de receita consistente.

Embora os quotistas sejam acionistas por excelência, sendo portanto afetados diretamente pelo desempenho de uma empresa, tornou-se comum grupos adicionais serem consideradas acionistas também. Por isso, um novo campo, denominado responsabilidade social corporativa (RSC), tem incentivado as empresas a levar os interesses de todas as partes interessadas (acionistas) em consideração durante os seus processos de tomada de decisão, o qual tinha antes como base unicamente nos interesses dos cotistas. O público em geral é uma dessas partes interessadas.
Por exemplo, quando uma empresa realiza operações que poderiam aumentar a poluição ou tirar um espaço verde de dentro de uma comunidade, o público em geral é afetado. Tais decisões podem ser boas para aumentar os lucros dos cotistas, mas os acionistas podem ser afetados negativamente e, portanto, a RSC cria um clima para as empresas fazerem escolhas que protejam o bem-estar social geral, muitas vezes usando métodos que vão muito além das exigências legais e regulamentares exigidas.

## Direitos do acionista
Muitos fatores podem determinar ao detalhe os direitos do acionista, mas a legislação do país onde se encontra a sociedade e os estatutos da sociedade definem, normalmente, os principais direitos dos acionistas:

### Direitos econômicos
- Direito a subscrever dividendos em função da sua participação e quando a sociedade assim o permita;
- Direito a receber uma percentagem do valor da sociedade, caso esta seja dissolvida.
- Direito a vender a sua ação livremente no mercado, direito este por vezes limitado através dos estatutos da sociedade.

### Direitos políticos ou de gestão
- Direito de voto. Normalmente, cada ação equivale a um voto, mas a percentagem pode variar, conforme definição nos estatutos.
- Direito à informação, com a finalidade de conhecer a gestão da empresa. O acionista que detenha uma determinada percentagem de ações, pode, dependendo da legislação ou dos estatutos da sociedade, exigir auditorias às empresas.

## Acionista como investidor
O acionista é também um investidor, dado que emprega uma determinada quantidade de capital com vista a obter um dividendo. O investimento pode ser de renda variável, quando não existe um contrato que especifique que o acionista deve receber quotas fixas proporcionais ao seu investimento. A retribuição do investimento pode ser através de duas formas:
- Dividendos